# Cookeconcha contorta
Cookeconcha contorta és una espècie de gastròpode eupulmonat terrestre de la família Endodontidae.

## Distribució geogràfica
És un endemisme de l'illa d'Oahu (Hawaii).

## Estat de conservació
Sembla que aquesta espècie va desapàreixer a la dècada del 1930 com a resultat de l'expansió de les activitats humanes, la destrucció a gran escala del seu hàbitat i la introducció d'espècies exòtiques (com ara, les formigues de foc), però no s'han realitzat estudis recents per confirmar-ho.